# Biblia de Berleburg

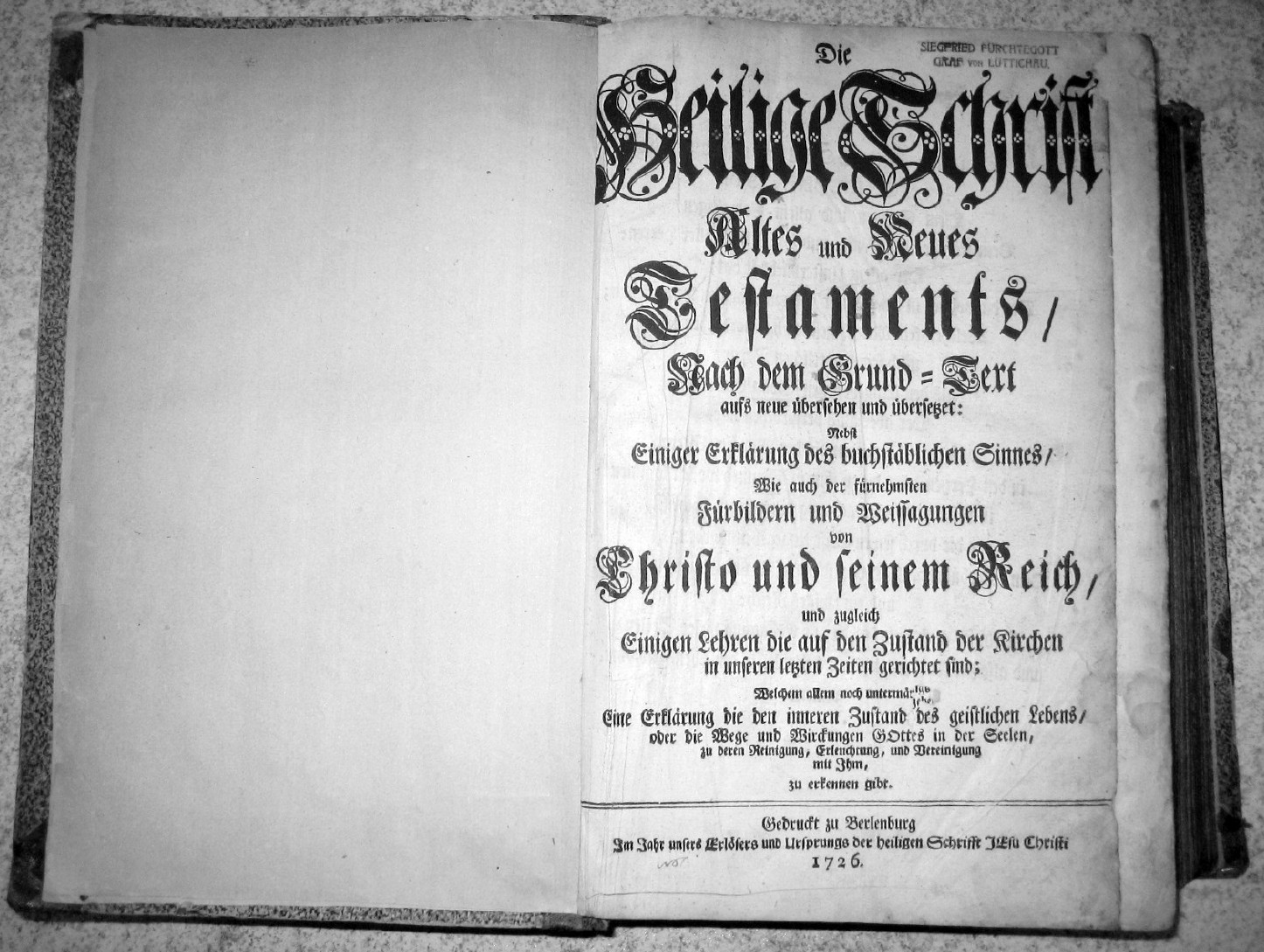
Posible portada de La Biblia de Berleburg

Johann Haug, erudito y hábil políglota de Estrasburgo, deseaba producir una traducción de la Biblia (de Berleburg), además de corregir la traducción de Lutero. Su intención era editar una Biblia con notas y comentarios explicativos, que fuese inteligible para el pueblo. Consiguió el apoyo de estudiosos y académicos de Berleburg y otros lugares de Europa, un proyecto que le llevaría veinte años.
Haug era miembro del movimiento religioso Pietismo, huía de la intolerancia religiosa, existente tanto en zonas católicas como protestantes de Alemania. Encuentra protección en Berleburg, pues el noble de esa ciudad, el conde Casimir von Wittgenstein, era hombre respetuoso con la religión, concediéndole asilo.

## Características de la "Biblia de Berleburg"
La Biblia de Berleburg se caracterizaba por incluir el nombre Jehová (otras Biblias alemanas también lo hacen, pero no de una forma tan extensa) en el texto principal, en comentarios y en notas a pie de página.
Ejemplo destacable.
El texto de Éxodo 6:2,3 dice:

"Además, Dios habló a Moisés y le dijo: ¡Yo soy el Señor!, y me aparecí a Abrahán a Isaac y a Jacob [...]: Pero no me di a conocer a ellos por mi nombre Jehová".

La nota sobre estos versículos dice:

"El nombre Jehová [...] el nombre apartado o el nombre declarado".

La Biblia de Berleburg vio la luz en el año 1726, y debido a sus extensas notas se publicó en ocho tomos.